# Iglesia de San Gil (Guadalajara)
La iglesia de San Gil fue un templo católico de la ciudad española de Guadalajara, desaparecido en la actualidad y del que solo quedan unos pocos restos.

## Descripción

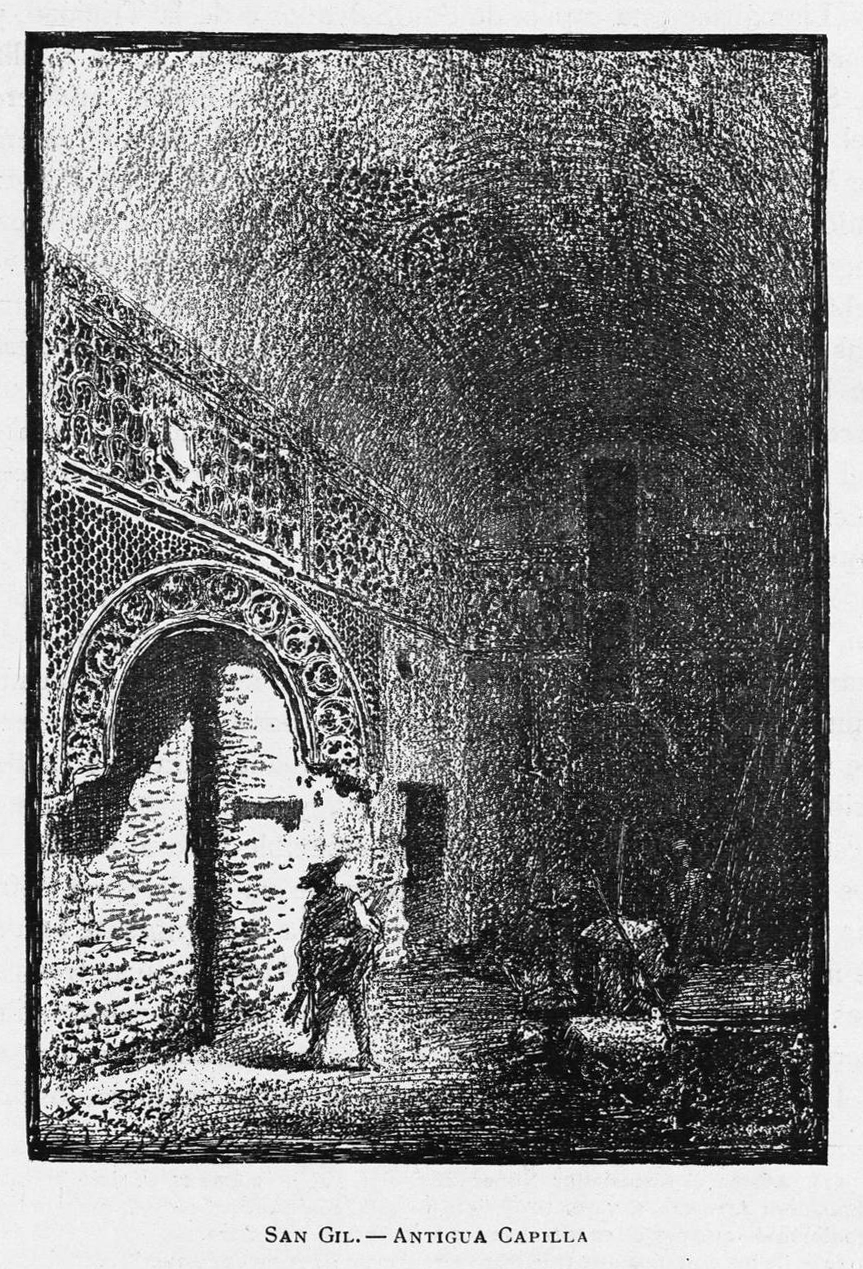
Capilla de los Orozco

La iglesia se encontraba en la ciudad de Guadalajara, en la actual plaza del Concejo. El edificio, del siglo XIV, se levantó sobre una construcción previa cuya erección se data a finales del siglo XII. El proceso de demolición del templo, de estilo mudéjar, se extendería desde 1842 hasta 1931, restando de ella el ábside y algunos muros.
La iglesia aparece descrita en el octavo volumen del Diccionario geográfico-estadístico-histórico de España y sus posesiones de Ultramar de Pascual Madoz de la siguiente manera:

San Gil, de igual categoria que la anterior, servida por un cura, un beneficiado, un sacristan y dos acólitos; se halla sit. á las inmediaciones de la plaza Mayor; el templo nada ofrece de particular: antiguamente se reunia el consejo á la puerta de esta igl., tenian su audiencia el vicario y arcipreste, y el ayunt. celebraba las funciones de la ciudad.
(Madoz, 1847, p. 632)

El 22 de agosto de 1924 fue declarada monumento arquitectónico-artístico, mediante una real orden publicada en la Gaceta de Madrid el día 27 de ese mismo mes. El 16 de enero de 1941 fue retirada del Catálogo Monumental y Artístico, mediante una orden publicada en el Boletín Oficial del Estado, en la que se alegaba el escaso interés artístico de los restos remanentes tras el derribo.